# 岩性

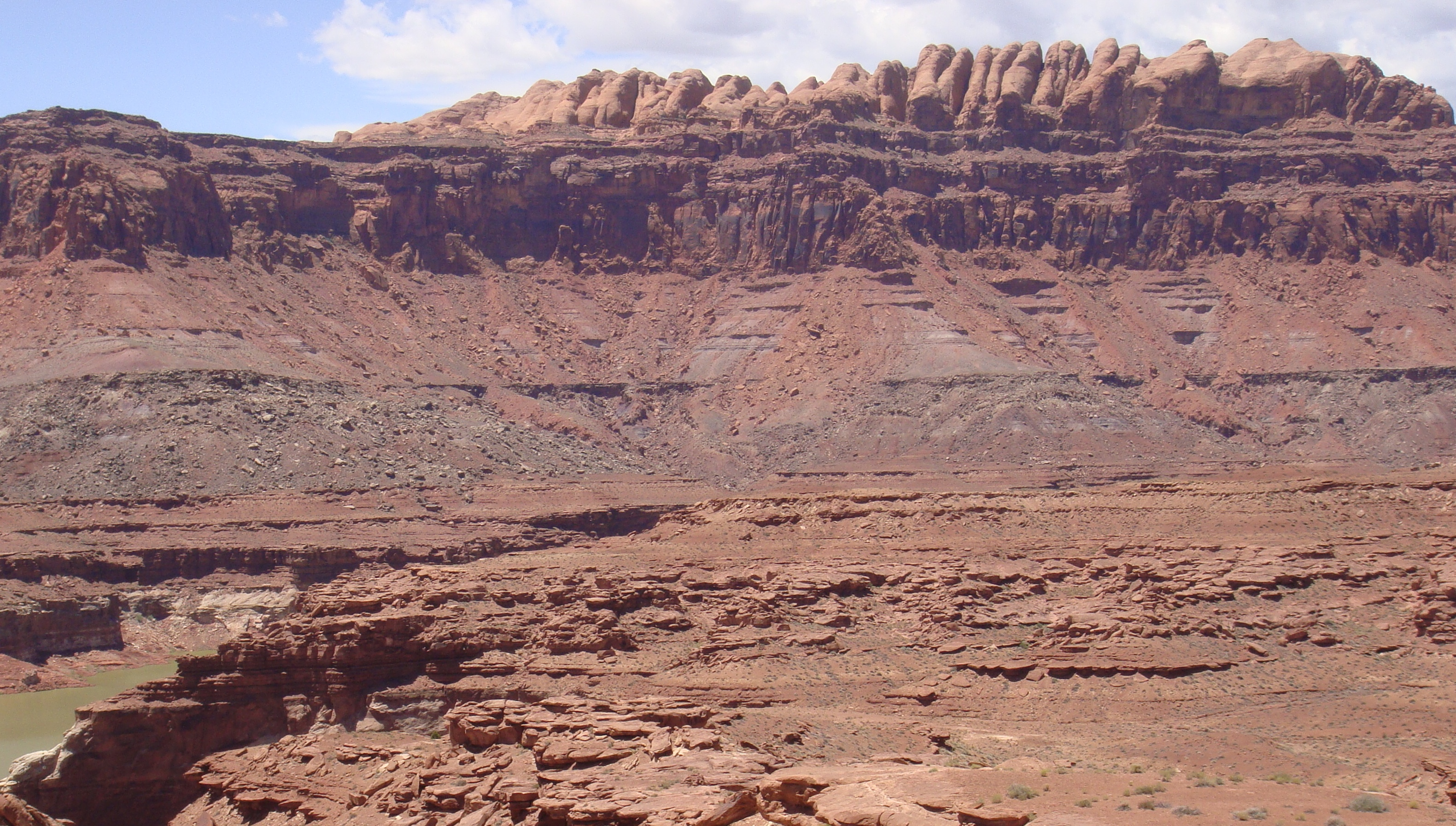
犹他州东南部所见的地层

岩性（lithology）是对露头、手边、岩芯样本或低倍显微镜下岩石单元物理特征的描述，岩石的物理特性包括颜色、质地、粒径和成分。岩性可指所有这些特征的详细描述，或岩石总体物理特征的概括；第二种意义上的岩性包括砂岩、板岩、玄武岩或石灰岩。
岩性是将岩石层序细分为单个岩层单元的基础，以用于地质绘图和区域间对比。在某些实际应用中，例如实地勘查，均使用标准术语（如欧洲岩土工程标准《欧洲规范7》）来描述岩性。
 

## 岩石类型

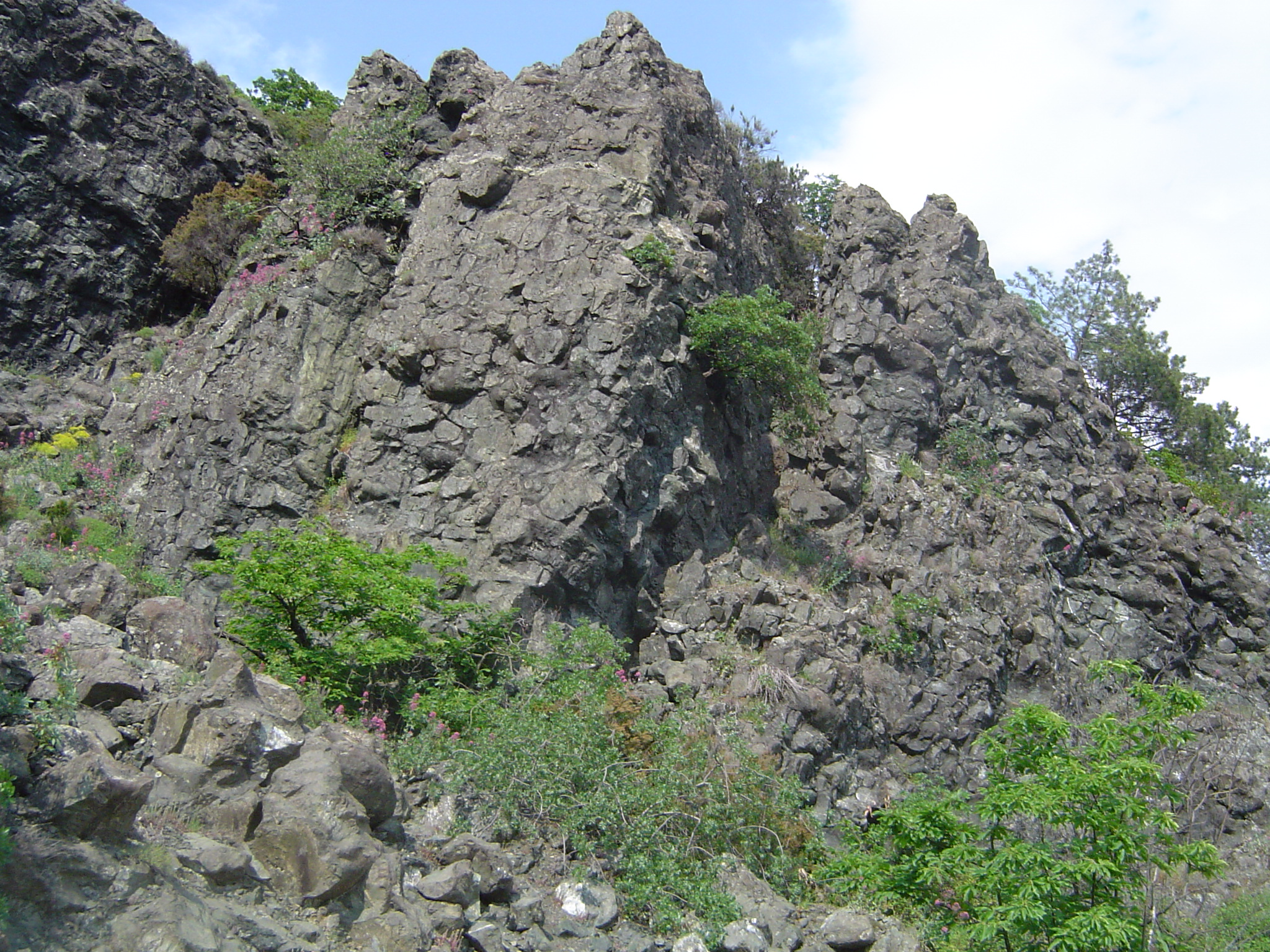
显示出水下喷发特征的一块“枕状”玄武岩，意大利。

岩性的命名基于岩石类型，而岩石类型主要有三种，分别为沉积岩、火成岩和变质岩。火成岩直接由岩浆形成，它是熔岩、溶解气体和固体晶体的混合物；沉积岩是由矿物或有机颗粒形成，这些矿物或有机颗粒聚集在地球表面并岩化而成；而变质岩则是现存固体岩石在高温高压条件下重结晶形成。
火成岩又进一步分为三大类：由火山活动（火山喷发碎屑）直接产生的破碎岩屑组成的火成岩被归类为火山碎屑岩。而火山碎屑岩根据平均碎岩（碎屑岩）大小以及是否主要是单个矿物晶体、火山玻璃颗粒或岩石碎片还可进一步细分。进一步的分类也可通过化学成分来进行。
具有可见矿物颗粒（显晶岩）的火成岩被归类为侵入岩，而火山玻璃状或极细粒的（隐晶质）火成岩被归类为喷出火成岩。侵入火成岩通常使用按所含石英、碱性长石、斜长石和似长石相对占比的所谓“石长斜似标准”（英文首字母缩写“QAPF分类”）进行分类；对特殊成分的火成岩如超铁镁质岩或碳酸盐岩，则有特殊的分类法。在可能的情况下，喷出火成岩也使用“喷出QAPF分类法”按矿物含量进行分类，但当无法确定矿物成分时，可使用基于二氧化硅和碱金属氧化物总含量及其他化学标准的“全碱硅分类”（TAS分类）对其进行化学分类。
沉积岩首先依据是硅质碎屑还是碳酸盐作初分，对于硅质碎屑沉积岩，根据其粒度分布和石英、长石和岩屑的相对比例再分为亚类；对于碳酸盐岩沉积岩，则根据所含成分，按邓哈姆（Dunham）或福克（Folk）分类方案进行划分。
变质岩的命名可以依据质地、原岩、变质岩相和/或发现变质岩的位置，基于质地和泥质结构（如页岩、泥岩）原岩的命名可用于定义板岩和千枚岩；基于纹理的名称为片岩和片麻岩，这些纹理，从板岩到片麻岩，定义了不断增加的变质程度。变质相则由形成特定矿物的压力-温度场所定义；其他存在的变质岩名称还有綠片岩（变质玄武岩和其他喷出火成岩）或石英岩（变质石英砂）等 。

## 颗粒/碎屑尺寸

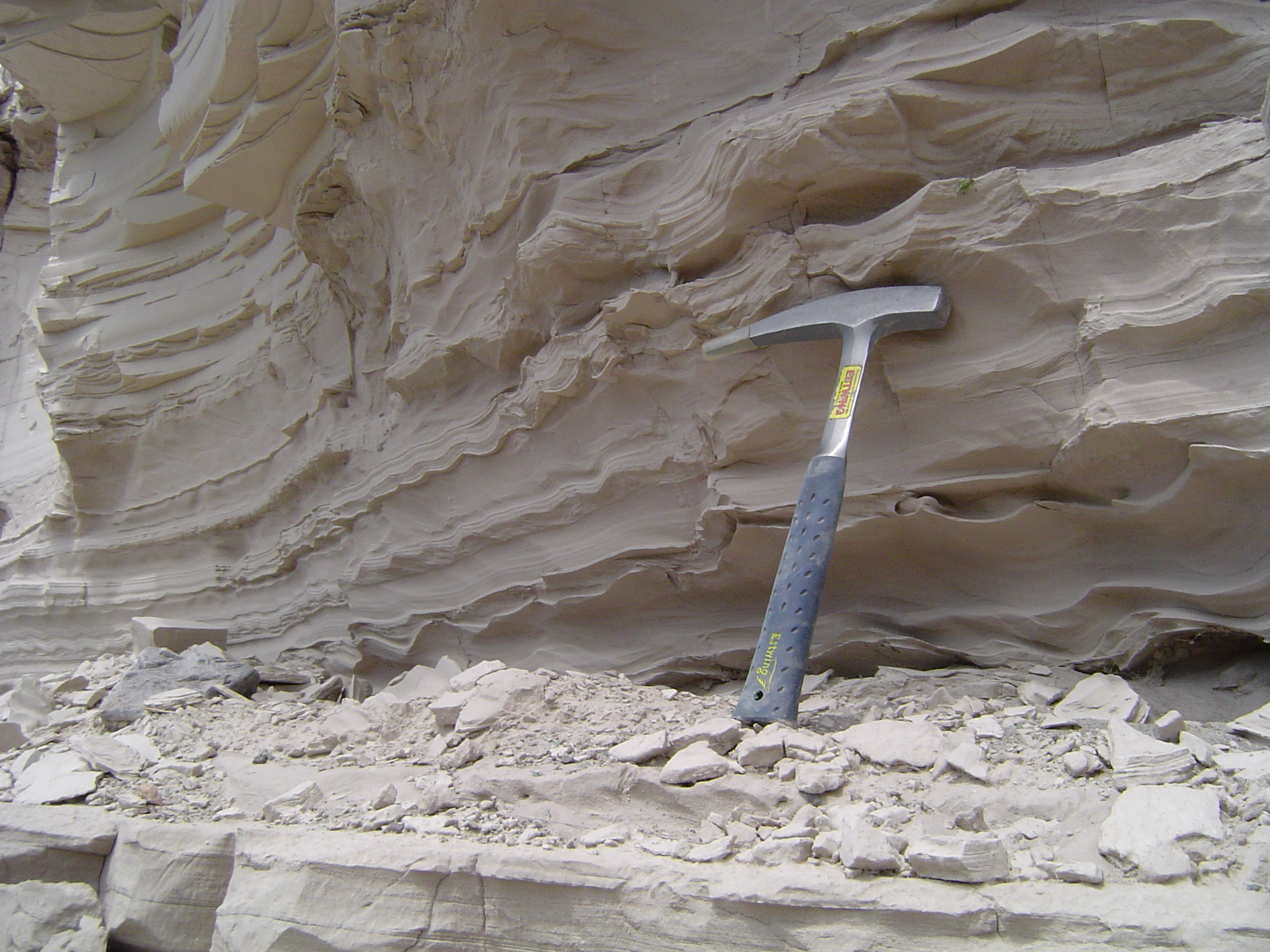
蒙大拿州密苏拉冰川湖沉积的黏土岩，是一种粒度最细的沉积岩。

在火成和变质岩中，粒径是衡量岩石中晶体大小的一种尺度。在火成岩中，这用于测定材料冷却的速率：大晶体通常表示侵入火成岩，而小晶体则代表岩石为喷出岩。主要由单一矿物（如石英岩或大理石组成的岩石变质作用可能会增大粒径（晶粒生长），而剪切岩石变质作用可能会减小粒径（同构造再结晶）。
在碎屑沉积岩中，粒径是构成岩石颗粒和/或碎屑的直径，这些被用来确定使用何种岩石命名系统（如砾岩、砂岩或泥岩）。对于砂岩和砾岩，其粒径范围很广，因此，在岩石名称中添加了一个描述粒径范围的词，如“卵石砾岩”和“细石英砂砾岩”。

## 矿物学

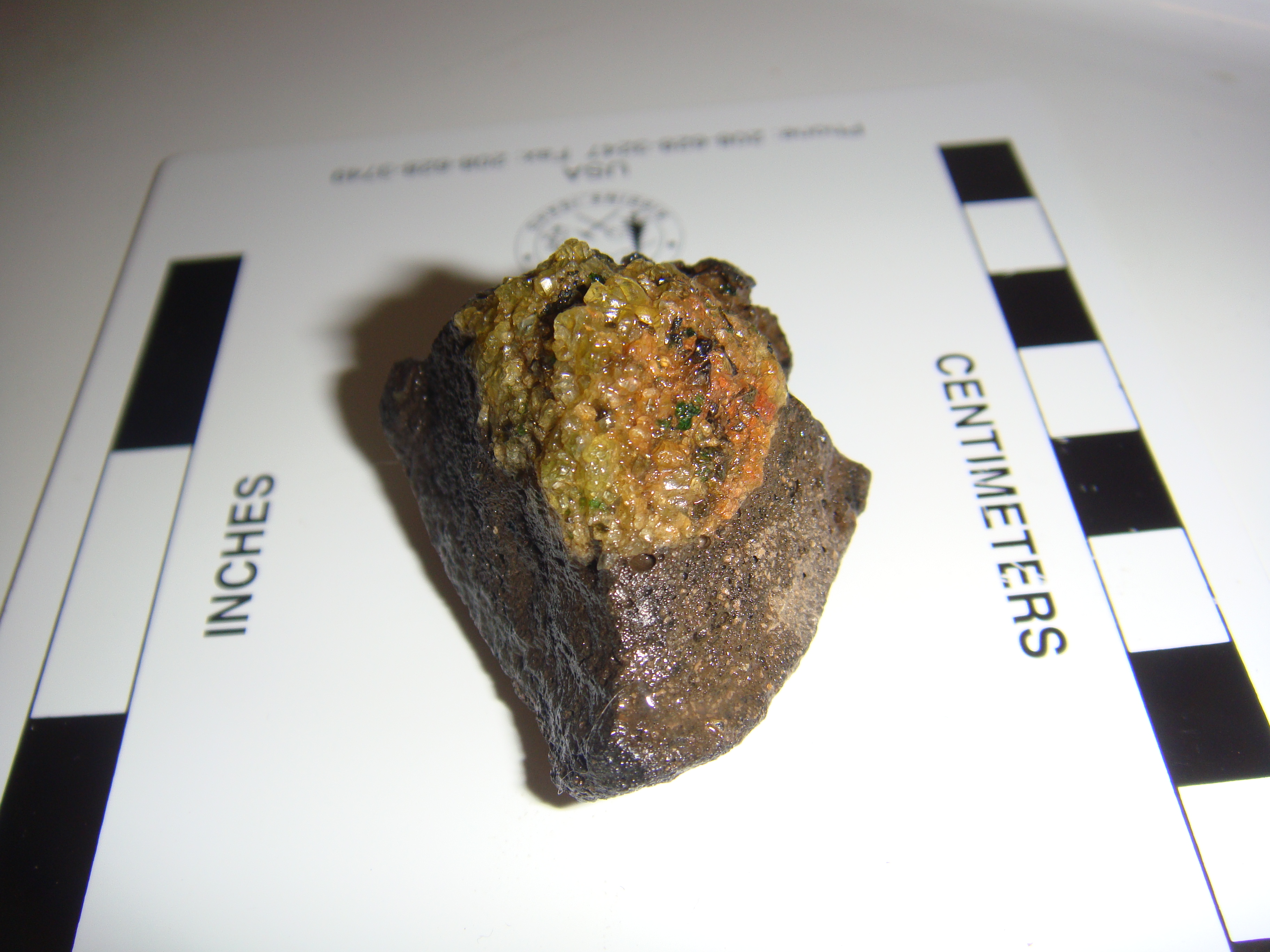
一种在镁铁质玄武岩火山渣基质中含有橄榄石和辉石（转变为棕色的伊丁石）的超铁镁质地幔捕虏岩（xenolith）。

在矿物颗粒大到可用手持放大镜识别的岩石中，可见矿物也是描述的一部分。对可能包含有碳酸盐、方解石胶结岩或可能包含方解石矿脉的岩序，标准做法是使用稀释的盐酸测试方解石（或以其他形式存在的碳酸钙）并查看气泡。
岩石的矿物学成分是其分类的主要依据之一，在可行情况下，火成岩根据其矿物含量，使用QAPF分类或特殊的超镁铁质或碳酸盐岩分类法进行分类。同样，变质相（metamorphic facies）显示了岩石暴露在热量和压力下程度，因此，对变质岩的分类很重要，可通过观察样本中存在的矿物相来确定。

## 颜色
岩石或其组成部分的颜色是某些岩石的一种独特特征，通常会被记录下来，有时会用于与标准颜色图表作比对，如美国地质学会岩石颜色图表委员会根据孟塞尔颜色系统所制作的颜色图表。

## 结构
岩石的结构描述了构成岩石所有元素的空间和几何结构，在沉积岩中，主要可见结构通常为层(bedding)，层的规模和发育程度通常记录为描述的一部分；变质岩（由接触变质作用形成的变质岩除外）具有发育良好的平面和线性结构；由于结晶过程中特定矿物相的流动或沉降，火成岩也可能具有结构，形成堆积。

## 质地

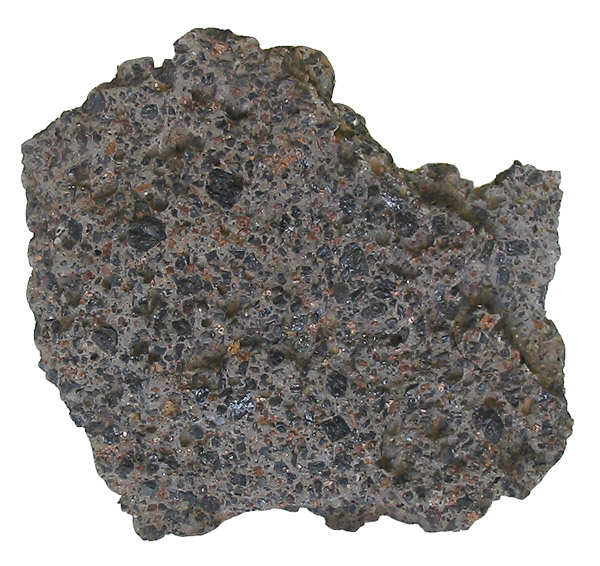
该斑岩玄武岩的岩性以橄榄石和普通辉石斑晶为特征。

岩石的质地描述了构成岩石的单个颗粒或碎屑之间的关系，沉积物的质地包括碎屑的分选、分级程度、形状及圆润度。变质岩的质地包括与变形阶段相关的大型变质矿物生长时间—变形前的“殘碎斑晶”和变形后的“斑状变晶”。火成岩质地包括颗粒形状等属性，从具有理想晶体形状（自形）的晶体到不规则晶体（他形），岩石是否显示高度不均匀的晶体尺寸（斑岩），或晶粒是否对齐（称为粗面质地）等。

## 小型结构

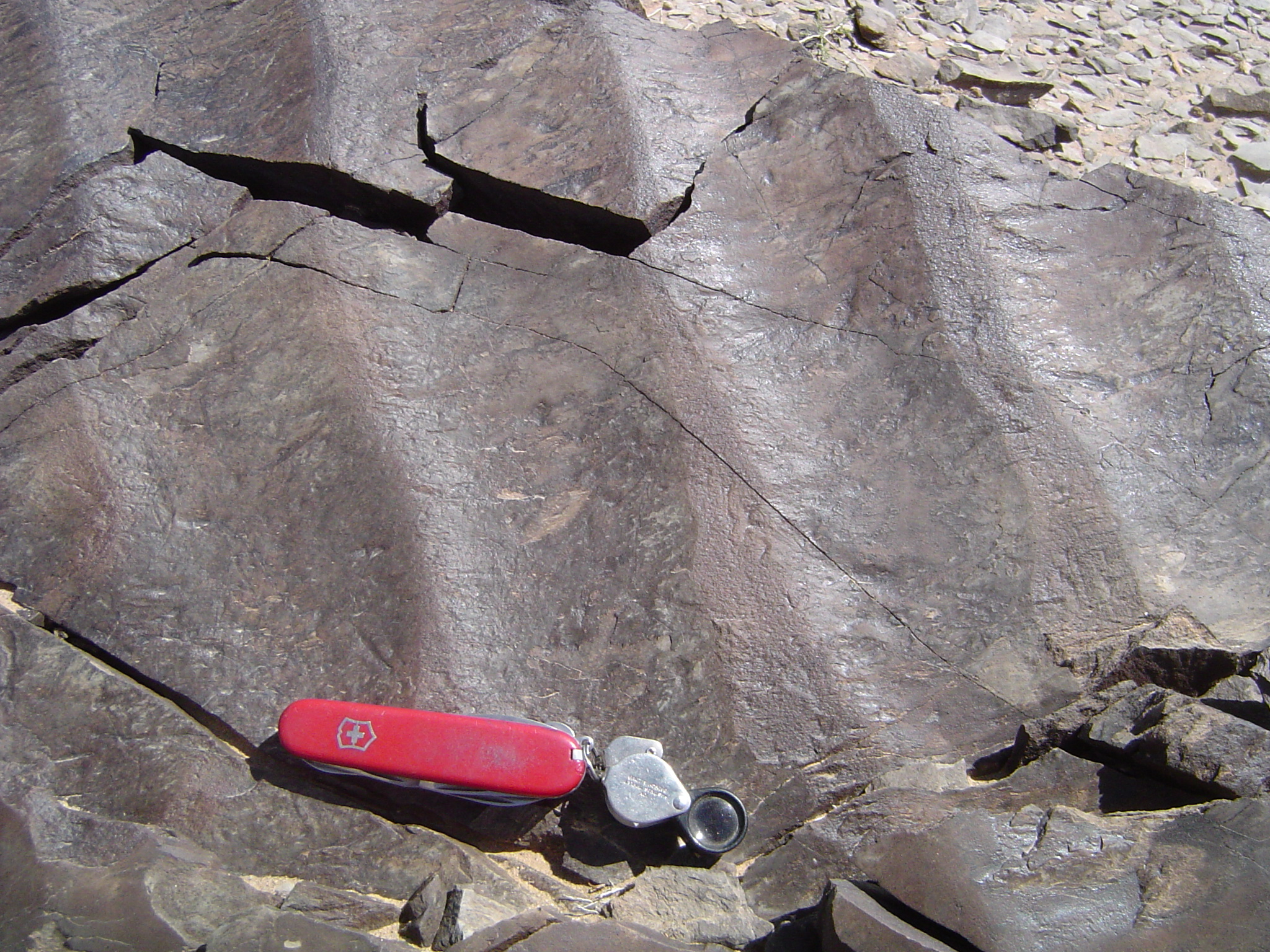
来自蒙古的波纹标记。

岩石通常包含小型结构（比单个露头尺寸更小），在沉积岩中，这可能包括底面痕（sole marking）、波纹痕（ripple mark）、泥裂（mudcrack）和交错层（cross-bedding），这些记录是因为它们通常具有特定沉积环境的特征，并可能提供有关古水流方向的信息 ；在与断层带更深层次相关的变质岩中，小型构造，如不对称“石香肠”（boudins）和微褶皱被用于确定整个区域的位移检测；在火成岩中，小规模结构主要在熔岩中观察到，例如绳状与渣块玄武岩岩浆，以及显示在水中或冰下喷发的枕状熔岩。

## 表层岩性
松散的表层物质也可能具有一定的岩性，这是由粒径和成分定义的，通常依附于对单元形成方式的解释上。地表岩性可分为湖相、海岸、河流作用、风积、冰川物和最近的火山沉积物等。美国地质调查局使用的地表岩性分类示例有“冰碛物”、“壤土”、“盐湖沉积物”和“风成沉积物、质地粗糙的（沙丘）”。

## 另请查看
- 岩相